# Reformatorenfenster der Evangelischen Stadtkirche Ravensburg
Die Reformatorenfenster in der Evangelischen Stadtkirche in Ravensburg, der Kreisstadt des gleichnamigen Landkreises im südlichen Oberschwaben, wurden von 1860 bis 1862 in der Werkstatt von Ludwig Mittermaier (1827–1864) in Lauingen hergestellt.
Der Fensterzyklus in der Evangelischen Stadtkirche, entstanden im Auftrag der Kirchengemeinde, besteht aus sieben großformatigen Bleiglasfenstern mit den Darstellungen wichtiger Vertreter der Reformation. Die Entwürfe zu den vier Reformatoren Johannes Brenz, Martin Luther, Philipp Melanchthon und Ulrich Zwingli wurden von Gustav König aus München gezeichnet. Die Vorlagen für die weltlichen Herrscher König Gustav Adolf von Schweden, Kurfürst Friedrich der Weise und Herzog Christoph von Württemberg stammen von Karl Christian Andreae aus Dresden.
Der Fensterzyklus stellt im Zentrum der fünf Meter hohen Glasfenster sieben kirchliche und weltliche Vertreter der Reformation lebensgroß dar.
Die Reformatorenfenster wurden in den 1960er Jahren restauriert. Sie wurden ausgebaut und neu verbleit, Fehlstellen erhielten Ergänzungen. Bis 2011 fanden einzelne Reparaturarbeiten an den Fenstern statt. Ab 2016 wurden die Reformatorenfenster im eingebauten Zustand untersucht und danach wurden fünf exemplarische Felder vertieft begutachtet, um eine Ausschreibung für die Restaurierung der gesamten Fenster vorzubereiten.

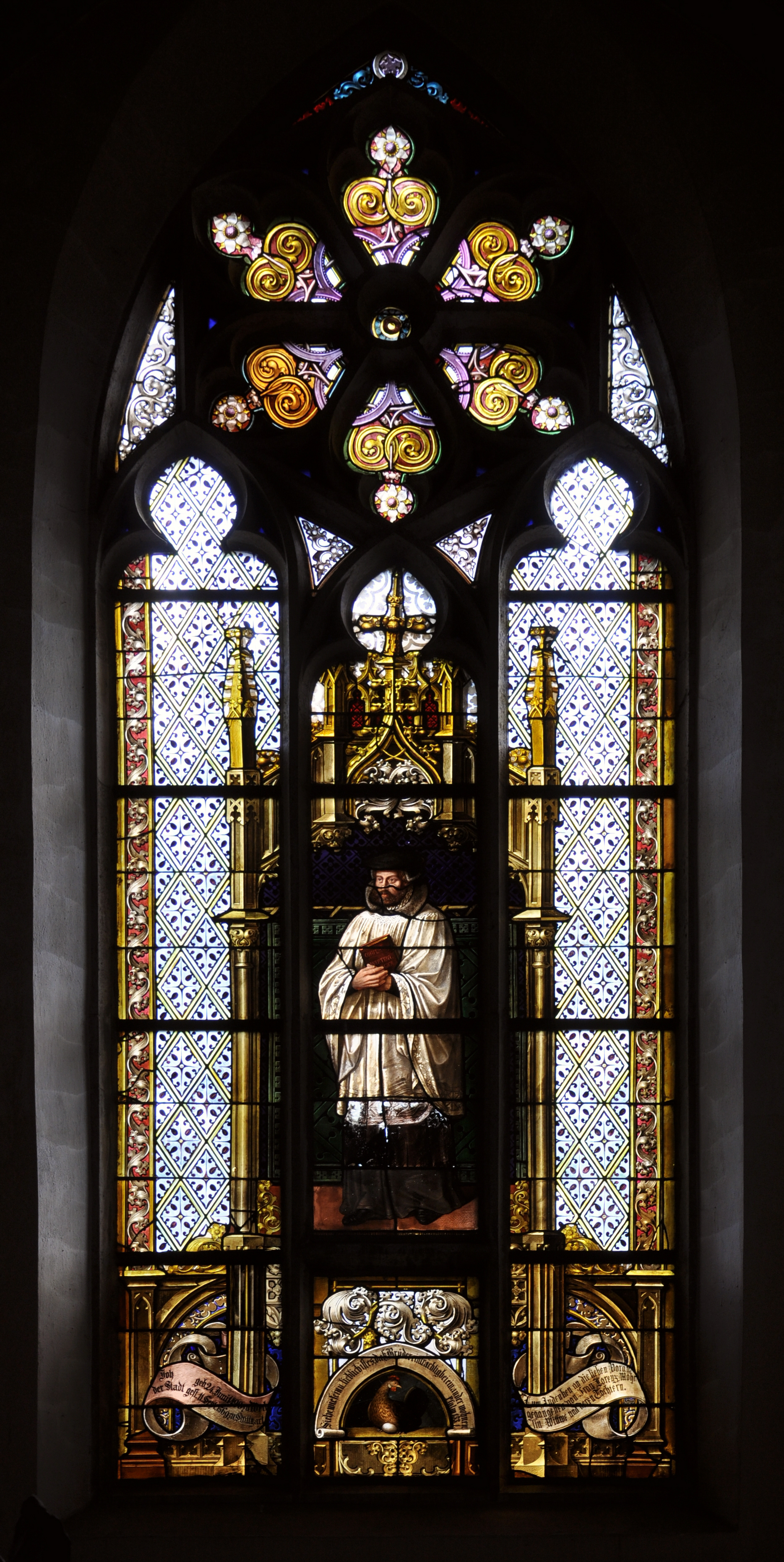
Johannes Brenz
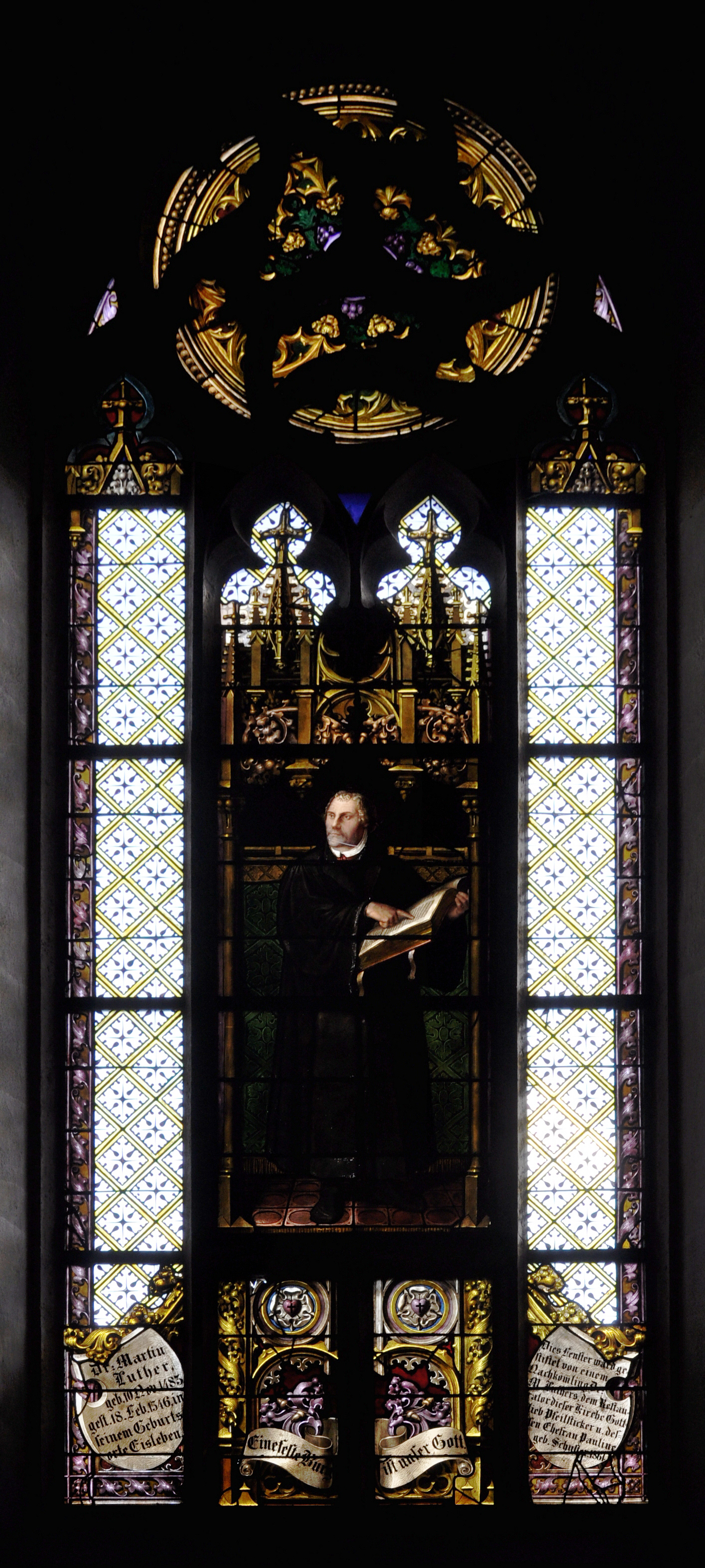
Martin Luther
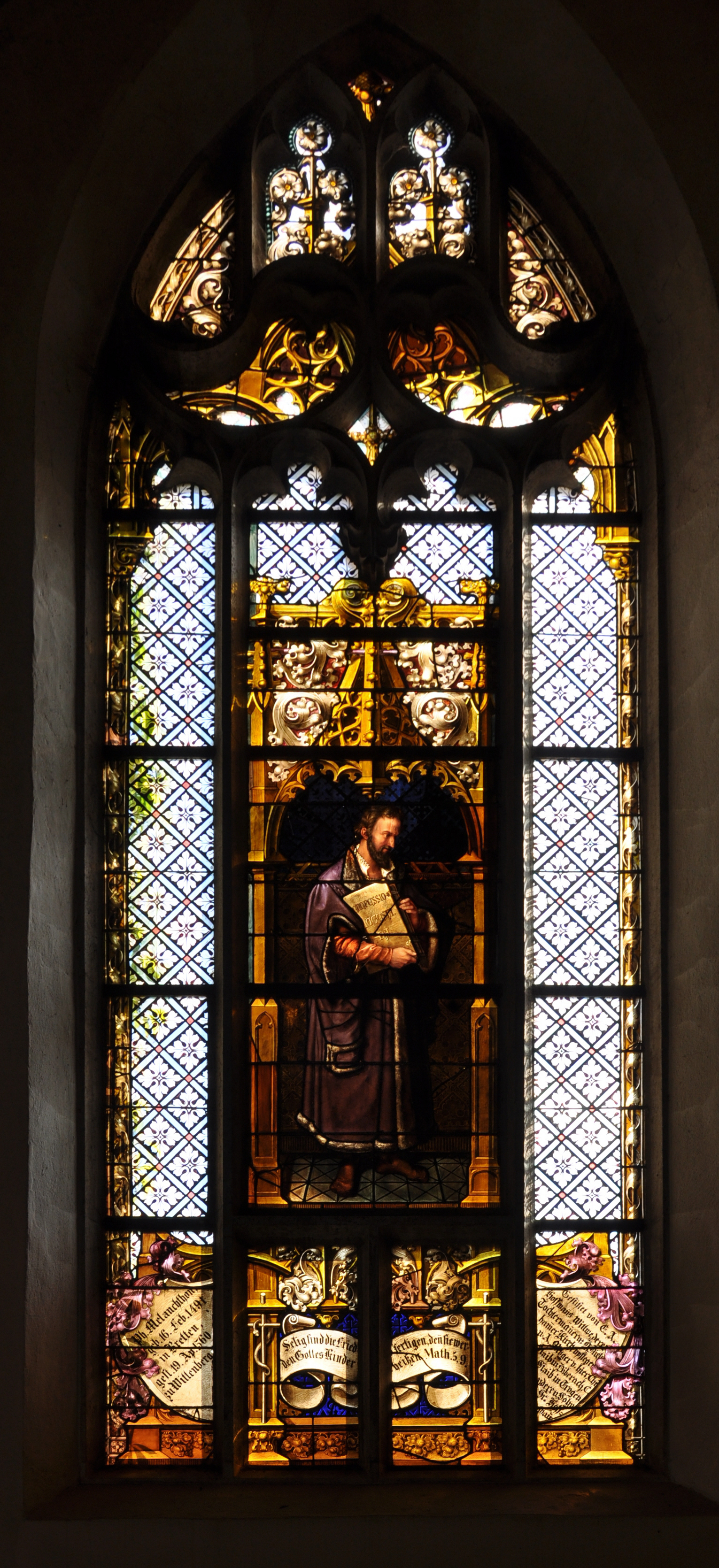
Philipp Melanchthon
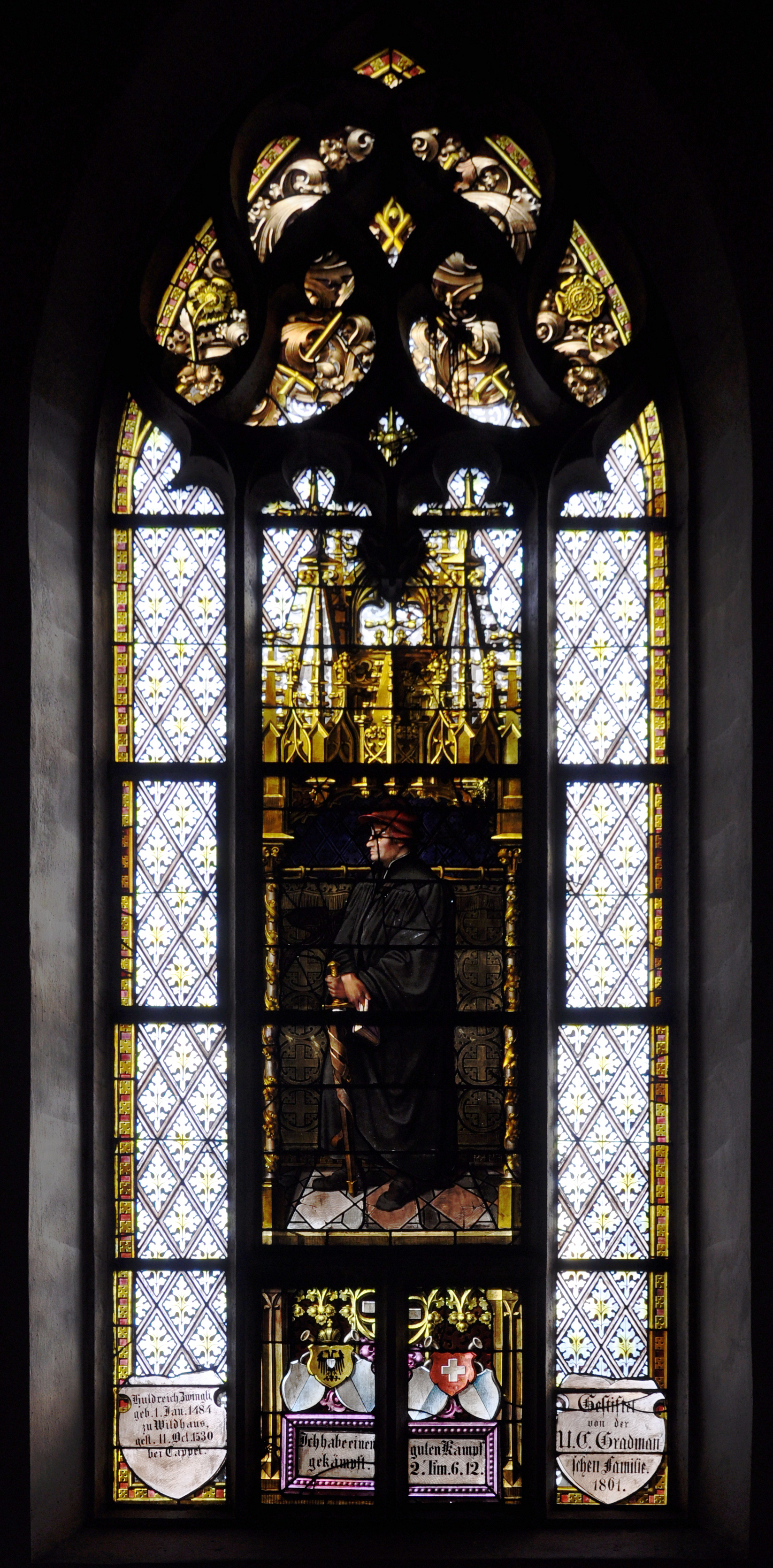
Ulrich Zwingli

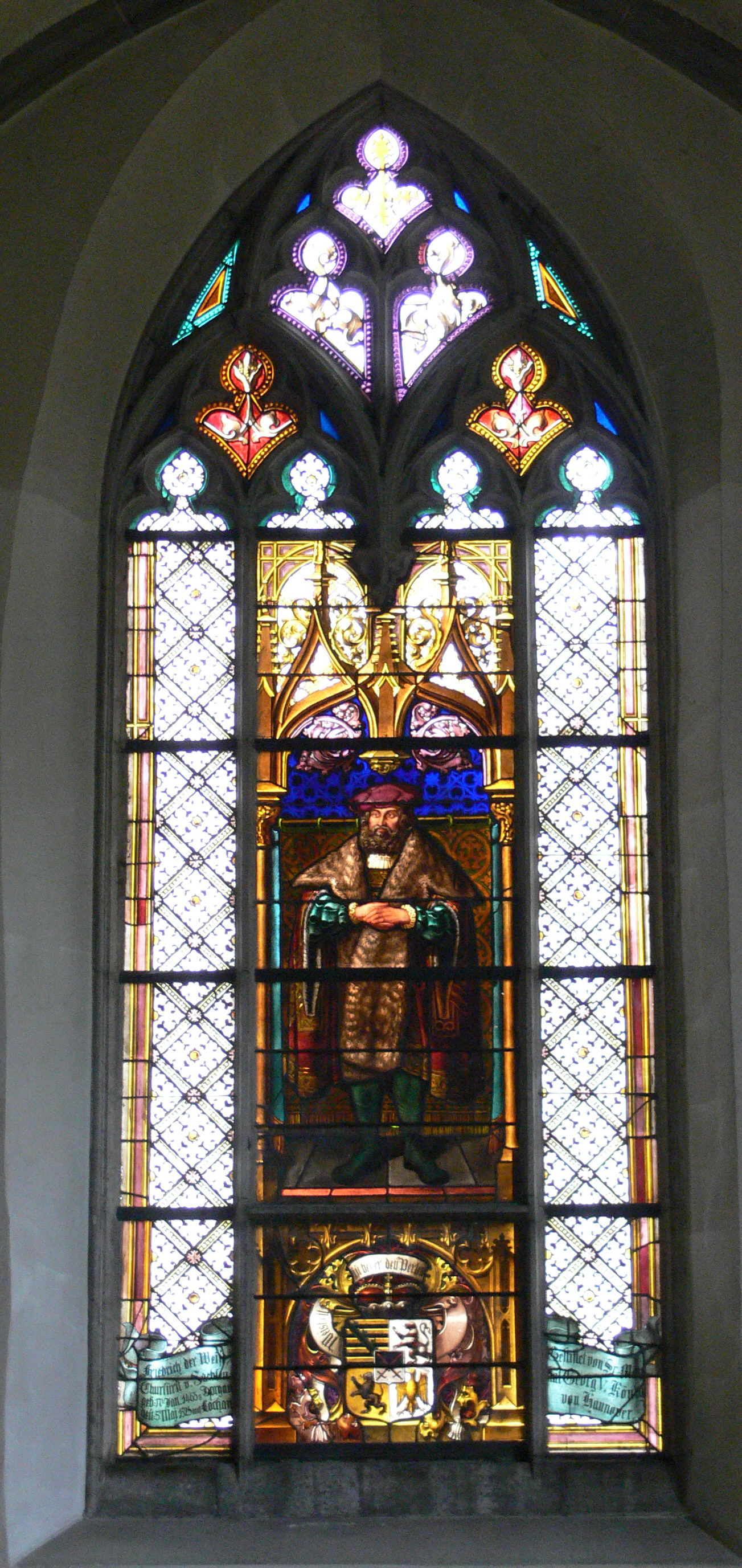
Friedrich der Weise
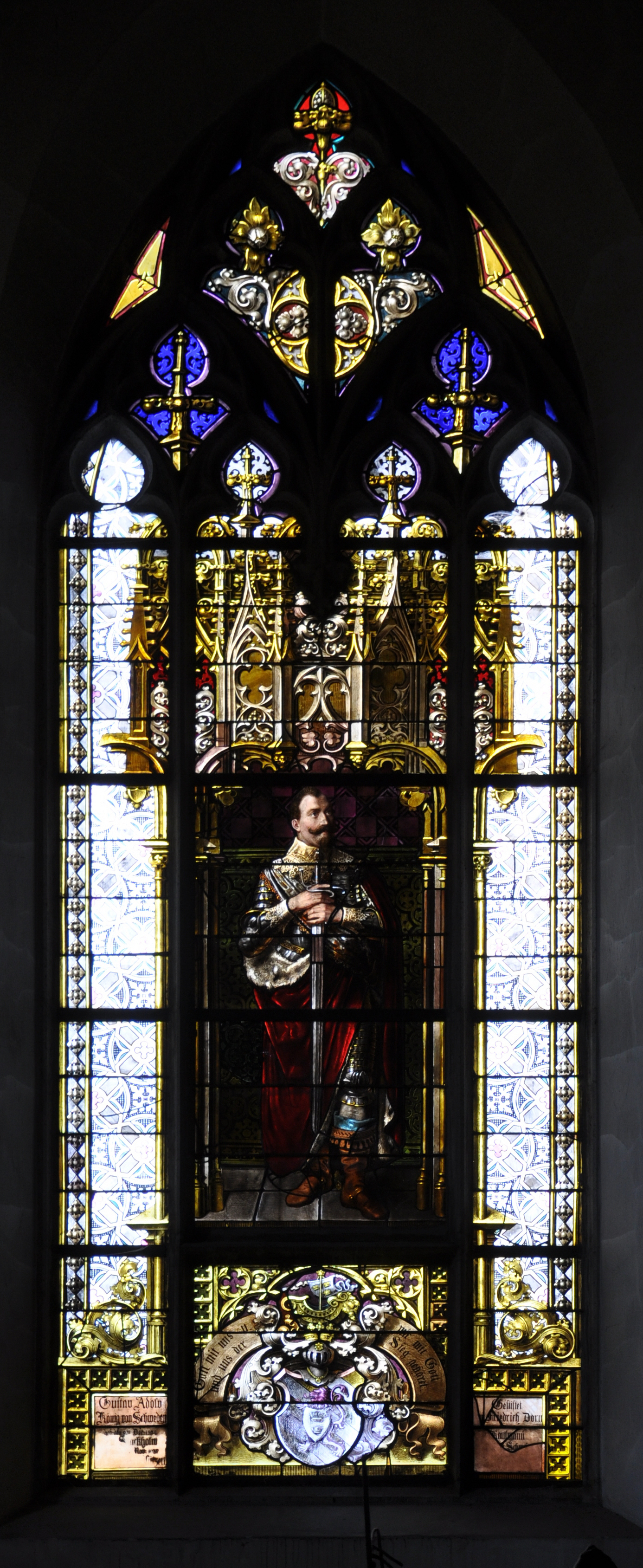
Gustav Adolf von Schweden
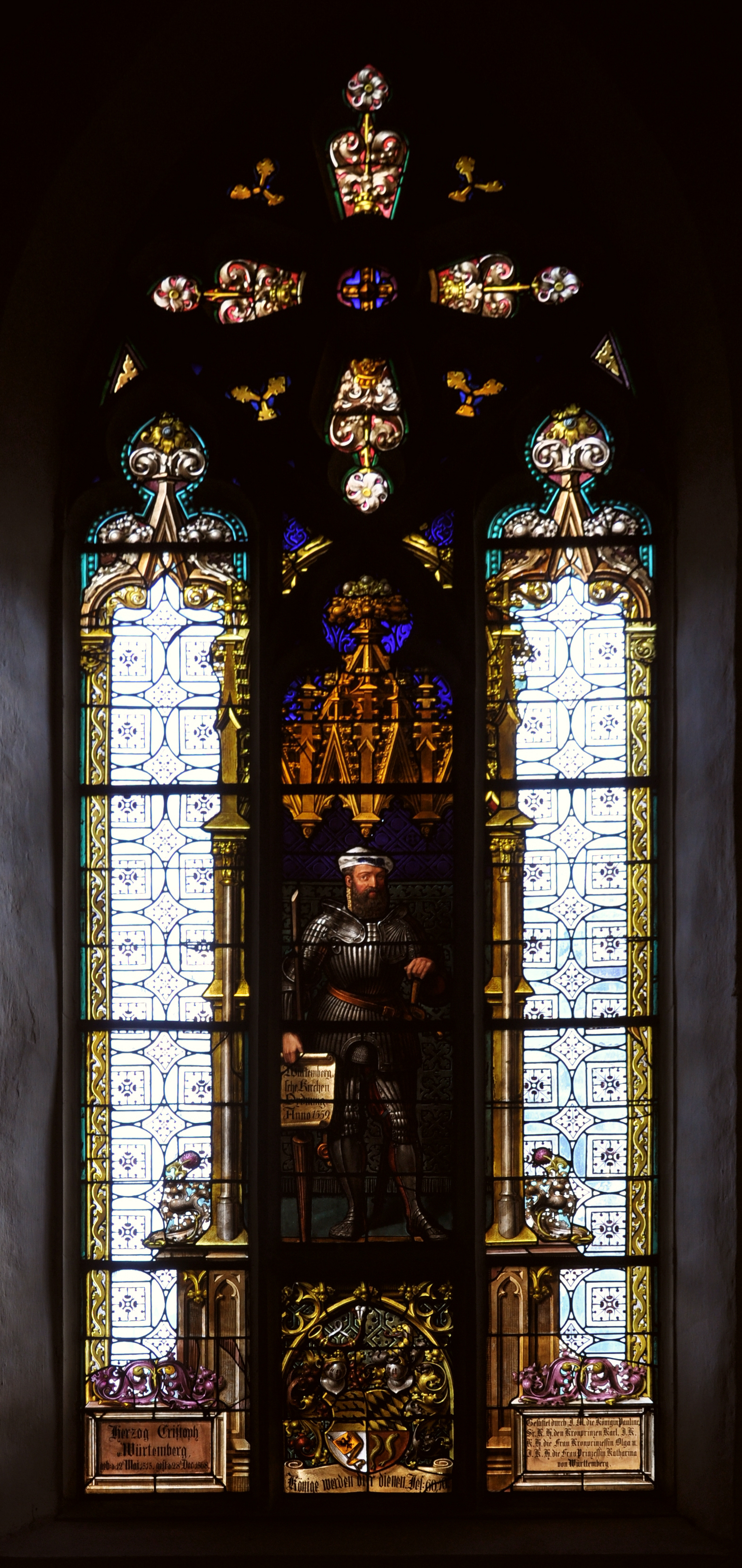
Christoph von Württemberg